# 宮本武文
宮本武文（みやもと たけふみ，1990年8月11日—），出生於和歌山縣和歌山市。效力於讀賣巨人守備位置為（投手）。擁有著最快高達146公里的速球，以及包括滑球曲球等多樣化的變化球球路。是受期待的左投。

## 來歷
接觸棒球在小學2年級的時候，參加大新白鳩少年棒球擔任右外野手。小學5年級時開始改練投手。和歌山市立城東中學校時代和歌山シニア所屬。以王牌身份在全國性的比賽連2屆比賽，因而入選代表參加世界賽。進入到倉敷高等學校後、在第1年的春季正式比賽出場、在第2年秋季開始表現優異。3年春天最佳4、3年夏季更挺進到準決賽、輸給獲得了冠軍的岡山縣立倉敷商業高等學校，沒能完成甲子園出場。
2008年10月30日開始2008年度新人選手選秀會議，被讀賣巨人以第2位指名挑選中、同一年的11月18日以簽約金6000萬、年薪600萬（此一金額為推算）達成合約正式加盟。

## 球衣背號
- 65　（2009年 - ）